# شرف الزمان طاهر المروزي
شرف الزمان طاهر المروزي (كان حيا 518 هـ) هو طبيب وجغرافي وفارسي، نسبته إلى مدينة مرو بخراسان.
من آثاره: «كتاب طبائع الحيوان» طبع بتحقيق من عبد الحميد صالح حمدان (القاهرة: عالم الكتب، 2002 م). كما نشر المستشرق مينورسكي إحدى كتبه عن الصِّين والترك والهند.